# Исмайлов, Аждар Таги оглы
Аждар Таги оглу Исмайлов (азерб. Əjdər Tağı oğlu İsmayılov; 23 апреля 1938, Чомахтур, Нахичеванская АССР — 13 марта 2022, Баку) — азербайджанский учёный, доктор филологических наук, профессор, один из «91», один из активных создателей партии «Ени Азербайджан».

## Биография
Аждар Исмайлов родился 23 апреля 1938 года в селе Чомахтур Шарурского района Нахчыванской Автономной Республики. В 1961 году окончил филологический факультет Азербайджанского государственного университета..
В 1963—1965 годах учился в Азербайджанском театральном институте, был студентом режиссёра Мехти Мамедова и актёра Рзы Тахмасиба.
В 1961—1977 годах работал учителем в школе села Чомахтур, директором школы, сотрудником органов внутренних дел и газеты «Шарг гапысы» («Ворота Востока»), в 1977—1994 годах преподавателем кафедры литературы Нахчыванского государственного университета, старшим преподавателем, доцентом и профессором.

## Научная деятельность
В 1969 году был диссертантом Института литературы имени Низами Академии наук Азербайджанской ССР. Под руководством вице-президента академии, академика Мамед Арифа Дадашзаде в 1974 году защитил кандидатскую диссертацию на тему «Исторические драмы Гусейна Джавида» («Пророк», «Храмой Теймур», «Сиявуш», «Хайам»).
В 1982 году приступил к исследованиям для написания докторской диссертации «Творчество Гусейна Джавида и традиции демонизма в мировой литературе», утверждённой научным советом Института литературы имени Низами. Вопреки утверждениям наших литературоведов о зарождении азербайджанского романтизма в связи с событиями 1905—1917 годов, автор диссертации доказывает, источником романтизма Гусейна Джавида стала философия Зарван («Авеста»), а его философско-эстетические ценности берут начало в тюркской «Регулируемой литературе» и в контексте демонизма исследуется привязанность прогрессивного поэта-мыслителя к творческому пути корифеев мировой литературы.
Некоторые отечественные учёные не желали видеть Гусейна Джавида в одном ряду с гигантами мировой литературы. Они также испытывали трудности в постижении его философии демонизма. В 1988 году состоялось заседание Совета защиты с участием пяти знаменитых специалистов мировой литературы из Москвы и Грузии. Их положительные отзывы, особенно, слова официального оппонента из Москвы, профессора А. Л. Штейна «мы, специалисты романтической литературы до этой диссертации думали, что романтизм завершился в XIX веке, теперь выясняется, что в XX веке был такой творческий гигант как Гусейн Джавид», стали весомым ответом тем, кто стремился эгоистически противостоять появлению диссертации, впервые в литературоведении и философии Советского Союза раскрывавшей проблемы демонизма, повествовавшей о его философско-эстетических и политических ценностях.
Аждар Исмайлов в своей работе часто ссылаясь на заслуживающие доверия источники, этнографические памятники, церковную литературу, труды знаменитых русских, армянских и европейских историков, изобличает во лжи «отца армянской истории» М.Хоренаци, произведения которого считаются надежным источником армянской исторической литературы. Основываясь на научных доводах А.Тагиоглу доказывает, что вся «История Армении», составленная на основе мифологической и филологической литературы, относящейся к трем тюркским государствам (Биаини, Арме, Парт/Парфия), но «арменизированная» в армянской церкви является фальшивкой и вымыслом армянских историков, которые и ныне продолжают традиции своих дедов-священников.

## Педагогическая деятельность
Завершив в 1961 году учёбу в АГУ, Аждар Исмайлов возвращается в родной Чомахтур, приступает к педагогической деятельности в местной восьмилетней школе.
В 1974—1975 учебном году восьмилетняя школа по личной инициативе Аждар муаллима превратилась в полную среднюю школу. Двухэтажное здание учебного заведения было оснащено современным оборудованием. Аждар Исмайлов был назначен директором этой школы.
В 1977 году Нахичеванский областной партийный комитет направляет Аждара Исмайлова в Нахичеванский педагогический институт, где до 1994 года он работает преподавателем кафедры литературы, старшим преподавателем, доцентом и профессором.

## Общественно-политическая деятельность
В ноябре 1990 года основал военно-фронтовую газету «Сражающийся Шарур». Её первый номер со статьей «Имперские войска на границах Нахчывана», разоблачающей оккупационную политику Кремля, был напечатан в Шарурской районной типографии..
21 апреля 1992 года в преддверии выборов президента Азербайджанской Республики, Аждар муаллим организовал собрание населения Шарура, выдвинувшее кандидатуру Гейдара Алиева. Вынесенное решение 22 апреля 1992 года было доведено до сведения общества «Алинджа», функционировавшего в Баку и оказывавшего всемерное содействие сражающемуся Нахичеваню.
24 апреля 1992 года перед зданием бывшего Верховного совета был проведен митинг о «возрастном цензе». Одним из организаторов мероприятия был Аждар Исмайлов. В своём выступлении он отметил, что два известных сопредельных государства готовят расчленение Азербайджана. Запланировано передать армянами для выхода к морю обширную территорию от реки Куры до местности, называемой «Порт-Ильич». Кроме этого, Апшеронский полуостров в северные земли страны должен отойти к одной сопредельной стране, а Талышский регион — к другой.
Аждар Исмайлов призвал народ к бдительности, тесному сплочению вокруг Гейдара Алиева. Только так можно спастись от надвигающейся новой катастрофы.
После митинга Аждар Исмайлов был приглашен в Нахчыван к Гейдару Алиеву и предоставил ему обширную информацию о сложных и противоречивых политических процессах в Баку. Затем он подчеркнул необходимость создания партии, которая объединит народ и поможет найти выход из нынешней сложной ситуации.
В августе 1992 года Аждар Исмайлов создал из представителей интеллигенции инициативную группу «Сторонники Гейдара Алиева», поделил население района на округа и спустя всего несколько месяцев составил список из 32 тысяч сторонников спасителя нации.
Эта деятельность шарурцев заложила основу для проведения 21 ноября 1992 года учредительной конференции ПЕА в Нахчыване..
24 октября 1992 года в автономной республике развернулись драматические события. Группа активистов Народного фронта города Нахчывана, Джульфинского и Ордубадского районов воспользовались выходным днем и захватили здания Нахчыванского комитета радиопередач и Министерства внутренних дел. Цель акции — заставить Гейдара Алиева покинуть пост руководителя автономной республики. С помощью населения без каких-либо происшествий оба здания в скором времени были освобождены от «фронтовиков» и их сторонников..
На собрании представителей общественности автономной республики в Верховном Меджлисе 28 октября 1992 года Аждар Исмайлов призвал народ ещё теснее сплотиться вокруг Гейдара Алиева, который невзирая на опасность взял на себя миссию спасителя Родины. Он сказал: «Будучи в Москве, Гейдар Алиев пожертвовал здоровьем ради народа. Он без эксцессов, цветами проводил из Нахчывана советские войска. Мое решительное требовании состоит в том, чтобы прекратились всяческие провокации против Гейдара Алиева». Аждар Исмайлов довел до сведения участников мероприятия декларацию, написанную по указанию Гейдара Алиева.
9 декабря 1992 года Аждар Исмайлов в газете «Сяс» («Голос»), раскрывшей всенародное значение партии «Ени Азербайджан», выступил с заявлением «Народ — лидер партии».
12 декабря 1992 года в городе Нахчыван Аждар муаллим создает инициативную группу «Сторонники Гейдара Алиева». В декабре того же года по приглашению Народного фронта города Нахчывана, Ордубадского и Джульфинского отделений данной структуры в автономную республику приезжают из Турции трое лиц, намеревавшихся физически отстранить Гейдара Алиева от власти. Затем был арестован ещё один «визитер» (речь идёт о террористе, готовившем покушение на Гейдара Алиева недалеко от здания Милли Меджлиса). Все эти зловещие попытки удалось предотвратить оперативными действиями.
15 декабря 1992 года по указанию враждебных сил, втягивавших власть покойного Эльчибея в трагедию, пограничные войска Нахчывана должны были под покровом ночи выйти в город, произвести государственный переворот и передать власть активистам Народного фронта. По распоряжению Гейдара Алиева в армейский штаб отправился Аждар Исмайлов. Переговоры с военными начались в 23 часа и завершились в 3 часа уже на следующий день. Аждар муаллим напомнил командирам об истреблении населения Нахчывана, учиненного в 1918—1920 годах армянами при помощи англичан, изгнании соотечественников на другой берег Араза. Он приводил и другие факты, о которых офицеры слышали от своих отцов и дедов. Таким образом, деяние, которое готовится, будет сродни зверству в Ходжалы, подготовленному армянами не без участия советского отряда.
Напряженные переговоры успешно завершились и командиры приняли решение не следовать дьявольским указаниям, поступающим из Баку.
27 января 1993 года при участии Гейдара Алиева состоялась учредительная конференция Шарурской организации ПЕА, на которой Аждар Исмайлов сказал: Для спасения от надвигающихся трагедий мы обязаны даже ценой жизни защитить мудрого спасителя, ниспосланного нам Аллахом.
7 февраля 1993 года он передал Гейдару Алиеву просьбу 45 человек, приехавших из Джульфинского района, посоветовал руководителю автономии принять их и создать в районе инициативную группу «Сторонники Гейдара Алиева». Потому что засевшие в Джульфе члены Народного фронта под любым предлогом не пустили бы в район членов ПЕА. В одной из промозглых комнат Верховного Меджлиса Гейдар Алиев принял джульфинцев и беседовал с ними на протяжении нескольких часов. После этого была создана инициативная группа «Сторонники Гейдара Алиева», заложившая основу районной организации партии «Ени Азербайджан».
Аждар Исмайлов и объединившиеся вокруг него «гейдаровцы» имеют исключительные заслуги в предотвращении готовившихся кровавых актов 4 октября 1994 года. Он и его сторонники провели огромную работу перед президентским аппаратом для недопущения трагедии. Любовь народа к Гейдару Алиеву защитила власть, не дала произойти трагическим событиям. На следующий день, когда ранним утром рассеивались сумерки, выходившего из рабочего кабинета Гейдара Алиева встретили и проводили домой три человека — шейх уль-ислам гаджи Аллахшукюр Пашазаде, Джалал Алиев и Аждар Исмайлов..

## Научные монографии
1. «Традиции мирового романтизма и Гусейн Джавид». Баку: Язычи, 1982 год, 22 стр.
2. «Творчество Гусейна Джавида и традиции демонизма в мировой литературе». Баку: Элм, 1991, 224 стр.
3. «Тюркские племена древней Передней Азии и Переднего Кавказа» (Армяне и грузины на территории Кавказской Огузской Албании). Баку, «Нурлан», 2008 год, 799 стр. (1 издание, 2006 год). Опубликовано решением Научного совета Института истории имени А. А. Бакиханова Национальной академии наук Азербайджана.)[11]
4. «Моисей Хоренаци — анонимный автор-священник». Баку: «Элм ве хаят», 2016 год.[12]

## Некоторые избранные статьи и интервью
| - Некоторые особенности театра Джавида — Гобустан, 1992, № 4, стр.16-10. - Некоторые особенности исторических драм Гусейна Джавида — Тезисы Х научной сессии научного совета АН. Баку, 1973, стр.23-28. - Проблема народа и героя — журнал «Улдуз», 1973, 35, стр.62-64. - Проблема свободной женщины в творчестве Гусейна Джавида — журнал «Азербайджан», 1973, № 7. - Гусейн Джавид и Шекспир (Иблис-Отелло) — журнал «Наука и жизнь» , 1ё976, № 9, стр.22-24. - Гусейн Джавид и Байрон — журнал «Наука и жизнь», 1980, № 1, стр.35-38. - Гусейн Джавид и Шекспир — Гобустан, 1981, № 1, стр.15-17. - Джавид, Джаббарлы и азербайджанский советский театр — газета «Азербайджан муаллими», № 65 (3159), 15.08.1979. - Солнечное поверье в Азербайджане — газеты «Советская Нахичевань», № 176 (12999), 07.06.1981. - Праздник весны древних предков — газета «Советская Нахичевань», № 69 (14.410), 18.09.1986. - Имперские войска на границах Шарура — фронтовой бюллетень «Сражающийся Шарур» — типография «Шарур», 1991, декабрь, № 1. - Сегодняшний день бывшей Садаракской области — журнал «Азербайджан», 1991, № 11. - Открытое письмо из Нахчывана генеральному секретарю Азербайджанского национального центра в Турции Ахмеду Гараджа (I часть) — газета «Сяс», № 41 (70), 01.10.1992. - Открытое письмо из Нахчывана генеральному секретарю Азербайджанского национального центра в Турции Ахмеду Гараджа (II часть) — газета «Сяс», № 39 (68), 17.10.1992. - Лидер нашей партии — народ — газета «Сяс», 09.02.1992. - Лидер нашей партии — народ — газета «Нахчыван», № 83 (267), 29.11.1997. - «Ени Азербайджан» — партия будущего — газета «Ени Азербайджан», № 92 (267), 29.11.1997. |  | - Прошу Великого Аллаха — газета «Гялябя угрунда» («За победу»), № 3-4 (3-4), 10.05.1999. - XXI век должен стать веком азербайджанского языка и азербайджанской идеологии — газета «Ики сахил» («Два берега»), 24.06.2001 (интервью взяла Егана Алиева). - Иллюзия древней армянской государственности или связь этноса «Беспечные псы» («уловка») с понятием «хай» и «армянин». Газета «Ики сахил». 31.10.2001. - Иллюзия древней армянской государственности или связь этноса «Беспечные псы» («уловка») с понятием «хай» и «армянин». Газета «Ики сахил». 02.11.2001. - Иллюзия древней армянской государственности или связь этноса «Беспечные псы» («уловка») с понятием «хай» и «армянин». Газета «Ики сахил». 03.11.2001. - Иллюзия древней армянской государственности или связь этноса «Беспечные псы» («уловка») с понятием «хай» и «армянин». Газета «Ики сахил». 06.11.2001. - Иллюзия древней армянской государственности или связь этноса «Беспечные псы» («уловка») с понятием «хай» и «армянин». Газета «Ики сахил». 07.11.2001. - Самый верный соратник и друг. — «Азад Азербайджан» («Свободный Азербайджан», № 62 (820), 27.04.2006 (интервью взял Гаджи Тофик Сеидов). - Нам необходимо единство — национальное единство! 30.09.2006 (интервью о национальном единстве). - Проблемы ПЕА за 15 лет существования — газета «Национальное единство» № 09 (29). 21.09.2007 (интервью взяла Рухия Насимигызы). - Историческая правда о «26 бакинских комиссарах» или где останки троих комиссаров? — «Халг газети» — 2009, 19 апреля, стр. 4. - Правилен ли перевод с турецкого на тюркский? — газета «Национальное единство» (интервью). 31.01.2009. |